# Naxos (platenlabel)
Naxos is een platenlabel voor klassieke muziek en jazz, dat cd's en dvd's uitbrengt die relatief goedkoop zijn.
Naxos laat werken uitvoeren door minder bekende orkesten onder leiding van minder bekende dirigenten met minder bekende solisten. In het begin kwam alleen het populair-klassieke genre aan bod, tegenwoordig bestrijkt Naxos het gehele gebied van de klassieke muziek. Er worden inmiddels ook jazzopnamen uitgegeven. Daarnaast is er nu een aantal rubrieken te vinden in de klassieke uitgaven:
- series gewijd aan één specifieke componist
- een serie gewijd aan specifiek Amerikaanse componisten
- een serie gewijd aan Joods-Amerikaanse componisten
- een serie historische opnamen

## Voorbeelden van uitgaven
- Vox Balaenae